# Charles Barkley
Charles Wade Barkley (Leeds, 20 febbraio 1963) è un ex cestista statunitense, di ruolo ala grande.
Soprannominato Sir Charles, nel 1993 è stato nominato MVP della stagione, nel 1997 è stato inserito dalla NBA nella lista dei 50 giocatori più forti di tutti i tempi, mentre nel 2006 è stato introdotto nella Basketball Hall of Fame, e nel 2022 è stato inserito dalla NBA nella lista dei 75 migliori giocatori di tutti i tempi.
Considerato uno dei migliori giocatori della storia della NBA a non aver mai vinto un anello, attualmente lavora in televisione come analista sportivo e conduce il programma "Inside the NBA" insieme agli ex giocatori Shaquille O'Neal, Kenny Smith e al giornalista Ernie Johnson Jr.

## Caratteristiche tecniche
Nonostante non raggiungesse i due metri, in virtù della sua forza era dominante a rimbalzo e poteva attaccare facilmente il canestro dal post basso e difendere su avversari più alti. Allo stesso tempo aveva buone doti tecniche che lo rendevano pericoloso sia in penetrazione che al tiro fuori dal pitturato. La NBA per limitare il suo strapotere adottò la così detta regola anti-Barkley che impedisce a un giocatore in possesso palla di attaccare palleggiando spalle a canestro per più di 5 secondi .

## Carriera

### College
Barkley ha giocato al college per l'università di Auburn. Ad Auburn giocò principalmente come centro, sebbene la sua altezza, circa 195 centimetri, fosse inferiore alla media dei pari ruolo. Divenne poi alto 198 cm. All'inizio della sua carriera, Barkley aveva problemi di peso: durante la sua permanenza al college, superava i 135 kg. Il soprannome The Round Mound of Rebound (letteralmente, "la tonda montagna del rimbalzo") riporta ai giorni della sua permanenza ad Auburn, dove divenne famoso per essersi fatto recapitare una pizza mentre sedeva in panchina durante una gara di regular season.

#### Philadelphia 76ers
Barkley esordì in NBA nel 1984 con i Philadelphia 76ers, diventando in breve tempo il leader della propria squadra, che guidò ai playoff ogni anno fino alla sua cessione ai Phoenix Suns, nel 1992. Con i 76ers ebbe una media di 24,3 punti a partita.
Anche questa volta, Barkley divenne in breve tempo un simbolo della squadra, ed è stato uno dei pochi giocatori NBA ad aver figurato tra i pupazzi della Starting Lineup della Kenner. Ma Barkley venne anche coinvolto in alcuni piccoli scandali, tra i quali la nota rissa con il centro dei Detroit Pistons Bill Laimbeer, nel 1990.

#### Phoenix Suns
Barkley divenne una parte vitale dei Suns, risultando uno dei protagonisti della stagione 1992-93, che vedono la formazione arrivare alle finali, dove Barkley mette a segno una media di 25 punti a partita e riceve il premio di MVP della regular season, diventando uno dei giocatori più popolari di sempre per la tifoseria del suo team. Alle NBA Finals, Barkley ed i Suns devono arrendersi a Michael Jordan ed i suoi Chicago Bulls, tra i quali vi è un altro compagno di Dream Team, Scottie Pippen, in sei partite (4-2), nonostante Barkley avesse raccontato all'amico Jordan che era destino che i Suns vincessero il titolo. Fu la sua prima ed ultima apparizione alle finali.
Nel 1994 fu ancora una volta protagonista della stagione di Phoenix, che perse nelle semifinali della Western Conference in 7 partite dai futuri campioni degli Houston Rockets. Nel 1995 la storia si ripeté come l'anno precedente nei play-off, e nel 1996 Barkley ed i Suns ottennero un mediocre record di 41 vittorie e 41 sconfitte nella regular season.

#### Houston Rockets
Gli Houston Rockets, reduci da una bruciante eliminazione nei playoff '96 per mano di Seattle, ritennero necessario rafforzare la squadra soprattutto dentro l'area, e individuarono in Barkley l'uomo giusto. I Rockets cedettero ai Suns ben quattro giocatori (Robert Horry, Sam Cassell, Chucky Brown e Mark Bryant) per averlo. Quando l'affare andò in porto, Houston venne subito indicata dagli addetti ai lavori come una delle più credibili pretendenti al titolo NBA: poteva infatti schierare contemporaneamente tre fra i più grandi giocatori degli anni ottanta e novanta Hakeem "The Dream" Olajuwon, Clyde "The Glide" Drexler e appunto "Sir" Charles Barkley. Ma come membro della squadra texana, Barkley ha sofferto spesso di infortuni, soprattutto alla schiena, che lo hanno portato al ritiro nel 2000.
Nonostante i problemi fisici, però, Sir Charles ha comunque ricoperto un ruolo importante nei Rockets: nel suo primo anno a Houston ha infatti messo a segno 19,2 punti e catturato 13,5 rimbalzi a partita, arrivando con la squadra del Texas ad un passo dalla finalissima (Houston venne sconfitta in finale di conference dagli Utah Jazz). La sua ultima stagione nella NBA lo ha visto mettere a segno 14 punti a partita per 19 gare, prima di infortunarsi gravemente al tendine del quadricipite destro l'8 dicembre 1999 durante un match di stagione regolare contro i Philadelphia 76ers, proprio la squadra con cui aveva vissuto i primi otto anni della sua lunga carriera. Carriera che sembrava essere finita sullo stesso campo sul quale era iniziata: i medici infatti gli dissero che non sarebbe mai più stato in grado di giocare. Quattro mesi dopo però Barkley si ripresentò sul parquet, davanti ai suoi tifosi, segnando un canestro, il 19 aprile 2000 contro i Vancouver Grizzlies. Subito dopo questa partita, annunciò il suo ritiro.
Barkley è uno dei pochi vincitori del premio come MVP dell'anno a non aver mai vinto l'anello della NBA. La sua maglia numero 34 è stata ritirata dagli Auburn Tigers, dai Philadelphia 76ers e dai Phoenix Suns.

### Nazionale
Nel 1984 viene escluso dalla squadra per le Olimpiadi di Los Angeles da Bob Knight dopo aver fatto un sarcastico apprezzamento sulle scarpe del coach durante un allenamento.
Nel 1992 viene scelto per partecipare alle Olimpiadi di Barcellona 1992, dove si tiene la prima apparizione di giocatori professionisti della NBA ai Giochi olimpici, come membro del "Dream Team" originale, probabilmente la formazione di basket più forte di tutti i tempi, assieme ad altri grandi campioni quali Michael Jordan, Magic Johnson e Larry Bird, vincendo la medaglia d'oro.
Nel 1996 bissa l'oro olimpico alle Olimpiadi di Atlanta 1996. Come nel 1992, Barkley si conferma primo marcatore e rimbalzista della squadra americana con 12,4 punti e 6,6 rimbalzi a partita; inoltre, con un notevole 81,6% al tiro, stabilisce un nuovo record olimpico.

## Statistiche
| * | Primo nella lega |

### NCAA
| Anno      | Squadra       | PG | PT | MP   | TC%  | 3P% | TL%  | RP  | AP  | PRP | SP  | PP   |
| --------- | ------------- | -- | -- | ---- | ---- | --- | ---- | --- | --- | --- | --- | ---- |
| 1981-1982 | Auburn Tigers | 28 | -  | 26,6 | 59,5 | -   | 63,6 | 9,8 | 1,1 | 0,5 | 1,8 | 12,7 |
| 1982-1983 | Auburn Tigers | 28 | -  | 27,9 | 64,4 | -   | 63,1 | 9,5 | 1,8 | 1,1 | 1,6 | 14,4 |
| 1983-1984 | Auburn Tigers | 28 | -  | 28,4 | 63,8 | -   | 68,3 | 9,5 | 2,1 | 1,1 | 1,8 | 15,1 |
| Carriera  | Carriera      | 84 | -  | 27,6 | 62,6 | -   | 65,2 | 9,6 | 1,6 | 0,9 | 1,7 | 14,1 |

### NBA

#### Regular season
| Anno      | Squadra            | PG   | PT   | MP   | TC%  | 3P%  | TL%  | RP    | AP  | PRP | SP  | PP   |
| --------- | ------------------ | ---- | ---- | ---- | ---- | ---- | ---- | ----- | --- | --- | --- | ---- |
| 1984-1985 | Philadelphia 76ers | 82   | 60   | 28,6 | 54,5 | 16,7 | 73,3 | 8,6   | 1,9 | 1,2 | 1,0 | 14,0 |
| 1985-1986 | Philadelphia 76ers | 80   | 80   | 36,9 | 57,2 | 22,7 | 68,5 | 12,8  | 3,9 | 2,2 | 1,6 | 20,0 |
| 1986-1987 | Philadelphia 76ers | 68   | 62   | 40,3 | 59,4 | 20,2 | 76,1 | 14,6* | 4,9 | 1,8 | 1,5 | 23,0 |
| 1987-1988 | Philadelphia 76ers | 80   | 80   | 39,6 | 58,7 | 28,0 | 75,1 | 11,9  | 3,2 | 1,3 | 1,3 | 28,3 |
| 1988-1989 | Philadelphia 76ers | 79   | 79   | 39,1 | 57,9 | 21,6 | 75,3 | 12,5  | 4,1 | 1,6 | 0,9 | 25,8 |
| 1989-1990 | Philadelphia 76ers | 79   | 79   | 39,1 | 60,0 | 21,7 | 74,9 | 11,5  | 3,9 | 1,9 | 0,6 | 25,2 |
| 1990-1991 | Philadelphia 76ers | 67   | 67   | 37,3 | 57,0 | 28,4 | 72,2 | 10,1  | 4,2 | 1,6 | 0,5 | 27,6 |
| 1991-1992 | Philadelphia 76ers | 75   | 75   | 38,4 | 55,2 | 23,4 | 69,5 | 11,1  | 4,1 | 1,8 | 0,6 | 23,1 |
| 1992-1993 | Phoenix Suns       | 76   | 76   | 37,6 | 52,0 | 30,5 | 76,5 | 12,2  | 5,1 | 1,6 | 1,0 | 25,6 |
| 1993-1994 | Phoenix Suns       | 65   | 65   | 35,4 | 49,5 | 27,0 | 70,4 | 11,2  | 4,6 | 1,6 | 0,6 | 21,6 |
| 1994-1995 | Phoenix Suns       | 68   | 68   | 35,0 | 48,6 | 33,8 | 74,8 | 11,1  | 4,1 | 1,6 | 0,7 | 23,0 |
| 1995-1996 | Phoenix Suns       | 71   | 71   | 37,1 | 50,0 | 28,0 | 77,7 | 11,6  | 3,7 | 1,6 | 0,8 | 23,2 |
| 1996-1997 | Houston Rockets    | 53   | 53   | 37,9 | 48,4 | 28,3 | 69,4 | 13,5  | 4,7 | 1,3 | 0,5 | 19,2 |
| 1997-1998 | Houston Rockets    | 68   | 41   | 33,0 | 48,5 | 21,4 | 74,6 | 11,7  | 3,2 | 1,0 | 0,4 | 15,2 |
| 1998-1999 | Houston Rockets    | 42   | 40   | 36,3 | 47,8 | 16,0 | 71,9 | 12,3  | 4,6 | 1,0 | 0,3 | 16,1 |
| 1999-2000 | Houston Rockets    | 20   | 18   | 31,0 | 47,7 | 23,1 | 64,5 | 10,5  | 3,2 | 0,7 | 0,2 | 14,5 |
| Carriera  | Carriera           | 1073 | 1012 | 36,7 | 54,1 | 26,6 | 73,5 | 11,7  | 3,9 | 1,5 | 0,8 | 22,1 |
| All-Star  | All-Star           | 11   | 7    | 23,2 | 49,5 | 25,0 | 62,5 | 6,7   | 1,8 | 1,3 | 0,4 | 12,6 |

#### Play-off
| Anno     | Squadra            | PG  | PT  | MP   | TC%  | 3P%  | TL%  | RP    | AP  | PRP  | SP  | PP   |
| -------- | ------------------ | --- | --- | ---- | ---- | ---- | ---- | ----- | --- | ---- | --- | ---- |
| 1985     | Philadelphia 76ers | 13  | 2   | 31,4 | 54,0 | 66,7 | 73,3 | 11,1  | 2,0 | 1,8  | 1,2 | 14,9 |
| 1986     | Philadelphia 76ers | 12  | 12  | 41,4 | 57,8 | 6,7  | 69,5 | 15,8* | 5,6 | 2,3  | 1,3 | 25,0 |
| 1987     | Philadelphia 76ers | 5   | 5   | 42,0 | 57,3 | 12,5 | 80,0 | 12,6  | 2,4 | 0,8  | 1,6 | 24,6 |
| 1989     | Philadelphia 76ers | 3   | 3   | 45,0 | 64,4 | 20,0 | 71,0 | 11,7  | 5,3 | 1,7  | 0,7 | 27,0 |
| 1990     | Philadelphia 76ers | 10  | 10  | 41,9 | 54,3 | 33,3 | 60,2 | 15,5* | 4,3 | 0,8  | 0,7 | 24,7 |
| 1991     | Philadelphia 76ers | 8   | 8   | 40,8 | 59,2 | 10,0 | 65,3 | 10,5  | 6,0 | 1,9  | 0,4 | 24,9 |
| 1993     | Phoenix Suns       | 24  | 24  | 42,8 | 47,7 | 22,2 | 77,1 | 13,6  | 4,3 | 1,6  | 1,0 | 26,6 |
| 1994     | Phoenix Suns       | 10  | 10  | 42,5 | 50,9 | 35,0 | 76,4 | 13,0  | 4,8 | 2,5* | 0,9 | 27,6 |
| 1995     | Phoenix Suns       | 10  | 10  | 39,0 | 50,0 | 25,7 | 73,3 | 13,4  | 3,2 | 1,3  | 1,1 | 25,7 |
| 1996     | Phoenix Suns       | 4   | 4   | 41,0 | 44,3 | 25,0 | 78,7 | 13,5  | 3,8 | 1,0  | 1,0 | 25,5 |
| 1997     | Houston Rockets    | 16  | 16  | 37,8 | 43,4 | 28,9 | 76,9 | 12,0  | 3,4 | 1,2  | 0,4 | 17,9 |
| 1998     | Houston Rockets    | 4   | 0   | 21,8 | 52,2 | 0,0  | 57,1 | 5,3   | 1,0 | 1,3  | 0,0 | 9,0  |
| 1999     | Houston Rockets    | 4   | 4   | 39,3 | 52,9 | 28,6 | 66,7 | 13,8  | 3,8 | 1,5  | 0,5 | 23,5 |
| Carriera | Carriera           | 123 | 108 | 39,4 | 51,3 | 25,5 | 71,7 | 12,9  | 3,9 | 1,6  | 0,9 | 23,0 |

#### Massimi in carriera
- Massimo di punti: 56 vs Golden State Warriors (4 maggio 1994)[4]
- Massimo di rimbalzi: 33 vs Phoenix Suns (2 novembre 1996)
- Massimo di assist: 14 vs Indiana Pacers (4 novembre 1986)
- Massimo di palle rubate: 7 (5 volte)
- Massimo di stoppate: 7 vs Portland Trail Blazers (28 novembre 1986)
- Massimo di minuti giocati: 58 vs Los Angeles Lakers (12 novembre 1996)

## Palmarès
- NBA All-Rookie Team: 1

1984-85
- All-NBA Team: 11

First team: 1988, 1989, 1990, 1991, 1993
Second team: 1986, 1987, 1992, 1994, 1995
Third Team: 1996
- Miglior rimbalzista: 1987
- 3 volte maggior numero di rimbalzi offensivi in stagione NBA
- NBA All-Star: 11

1987, 1988, 1989, 1990, 1991, 1992, 1993, 1994, 1995, 1996, 1997
- MVP dell'All-Star Game: 1

1991
- MVP della stagione: 1

1992-93
- Oro olimpico: 2

Barcellona 1992, Atlanta 1996
- FIBA Americas Championship: 1

Stati Uniti d'America 1992
- Trentaseiesimo miglior marcatore di sempre sommando ABA e NBA
- Trentunesimo miglior marcatore di sempre NBA
- Diciannovesimo miglior rimbalzista di sempre NBA
- Dodicesimo migliore rimbalzista di sempre per rimbalzi a partita NBA nei Playoff (12,9 rimbalzi a partita)
- Ventottesimo miglior giocatore per palle rubate di sempre NBA
- Dal 2006 è Membro del Naismith Memorial Basketball Hall of Fame
- Inserito nel NBA 75th Anniversary Team

Durante la sua carriera nella NBA, Barkley ha totalizzato in regular season 23.757 punti, per una media di 22,1 punti a partita, e 12.546 rimbalzi, per la media di 11,7 per partita. Ai playoff ha mantenuto una media di 23,0 punti e 12,9 rimbalzi.
È stato selezionato ben 11 volte per l'NBA All-Star Game, ma ha partecipato a sole 9 edizioni: nel 1994 e nel 1997 ha dovuto infatti rinunciare per infortunio.

## Fuori dal campo
È comparso, nei panni di se stesso, nei film Senti chi parla adesso! e Space Jam, oltre che nelle serie TV Suits, The Goldbergs e Modern Family. 
È stata realizzata una sua parodia nella hack rom Pokemon Clover chiamata Barbarkley